# Lago Cabrera
El lago Cabrera es un lago localizado en la comuna de Hualaihué, Región de Los Lagos. Se encuentra a 530 m s. n. m., en los faldeos de los volcanes Yates y Hornopirén —en las cercanías del parque nacional Hornopirén—, y a diez kilómetros al norte del pueblo de Hornopirén.  
El 19 de febrero de 1965, un alud sepultó a 26 personas que habitaban en la orilla suroeste del lago, evento que se conoce como «Tragedia del lago Cabrera».

## Hidrografía
El lago recibe las aguas del estero Derrumbe, proveniente del volcán Yates, y las aguas infiltradas desde el faldeo norte del volcán Hornopirén, formando una hoya cerrada sin desagüe superficial. Las aguas escurrirían en forma subterránea para alimentar al río Cuchildeo, que desemboca en Hornopirén.
En el sector noreste del lago existe una pequeña laguna de unas 45 hectáreas —formada a raíz del alud de 1965— denominada «Las Vacas».

## Termas

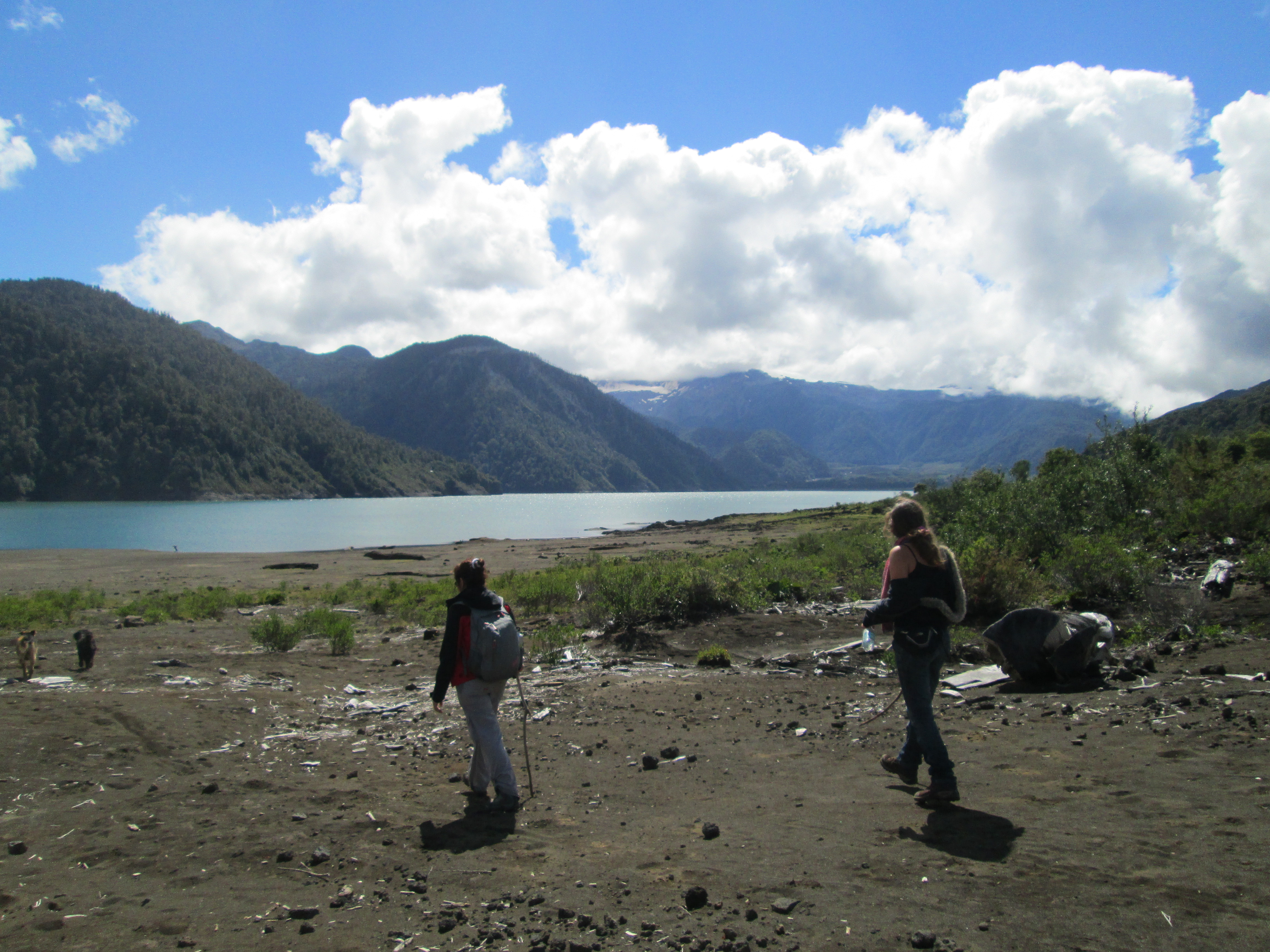
Turistas llegando al lago.

El lago cuenta con termas naturales que pertenecen a la comunidad indígena Rupulafquén. En el camino de acceso se encuentran las cascadas de Trayenco que forman el nacimiento del río Cuchildeo.
Las aguas termales se encuentran al interior de un bosque en pozos rústicos a temperaturas entre los 39 y 45 °C, para acceder a ellas se debe hacer en bote. La comunidad indígena ofrece además servicios de excursiones guiadas, paseos a caballo, venta de artesanías y comidas típicas.

## Población, economía y ecología
Para acceder al lago se debe tomar un camino de ripio de 7 km de extensión desde el pueblo de Hornopirén y después continuar por un sendero de aproximadamente 9 km, el cual se camina en alrededor de tres horas.